# Листи митрополита Василя Липківського

Листи Митрополита Василя Липківського — останній твір життя Митрополита Василя Липківського, написані ним в 1933—1937 з Києва до Петра Маєвського.

## Видання 1980
Ці «Листи» видані в США (в оригіналі вказано «З.Д.А.») Українським православним братством імені митрополита Василя Липківського в 1980.
На час видання «Листи»  були одним з трьох творів Митрополита Липківського, що вийшли друком. Два другі надруковані на той час твори — «Проповіді» й частина Історії Української Православної Церкви.
Отець Петро Маєвський листувався з Митрополитом отцем Василем Липківським з 1933 по 1937 до часу, коли митрополита арештовано й убито. Отець Петро був близько знайомий з митрополитом Василем оскільки кілька років працював у канцелярії Всеукраїнської православної церковної ради.

У Вступному слові до «Листів» протоієрей отець Маєвський пише: 
|  | Одержав я від Митрополита 19 листів, з того 10 з Києва (передмістя Солом'янка), а 9 з Александрівської слободи (Київ. повіт), куди заслано його без права переїзду. З огляду на ощадність паперу, що його тяжко було дістати, листи писані густо, дуже дрібним почерком, а папір низької якости, ріжного формату, коверти з сірого бібулового паперу. |

Структура видання:
Видання містить 167 сторінок розміром трохи менше формату A4, з того:
- Вступне слово о. Петра Маєвського і фотографії
- «Частина I-ша. Текст Листів в українській мові» (55 сторінок)
- «Частина II-га. Фото-копії оригіналів Листів» (50 сторінок)
- «Частина III-тя. Текст Листів в англійській мові» (44 сторінки)